# Vlajka Svaté Lucie

Svatolucijská vlajka
Poměr stran: 1:2

Vlajka Svaté Lucie má v modrém poli černý rovnoramenný, vrcholem nahoru obrácený trojúhelník, jehož ramena jsou bíle lemovaná. Do něho je vložený menší žlutý rovnoramenný trojúhelník, který má společnou základnu s bílým lemováním. Žlutý trojúhelník má vrchol ve středu vlajky.
Modrá barva vlajkového listu symbolizuje věrnost, oblohu a vody Karibského moře i Atlantského oceánu, žlutá představuje sluneční záři a blahobyt ostrova, černá a bílá barva znamenají kulturní prolínání tmavé a světlé rasy, které žijí a pracují v pospolitosti a jednotě. Vlajka vyjadřuje dominantní postavení negroidní kultury ve spojení s evropskou, na pozadí zářivého slunce a modrého moře. Vrcholy tří, přes sebe položených, trojúhelníků představují nejvyšší horu ostrova Mount Gimie a dvou známých vrcholů vulkánu Qualibou (Gros Piton a Petit Piton), turistické atrakce ostrova, jeho symbolu a zároveň významného orientačního bodu okolo plujících lodí.
K poslední změně vlajky došlo 22. února 2002, kdy byl odstín modré barvy listu již podruhé změněn, tentokrát na Pantone 291c. Ke změně došlo (asi) na znamení toho, že se Sv. Lucii podařilo definitivně zbavit závislosti na Spojeném království, po podepsání dohody o zřízení Karibského soudního dvora (do té doby se právní záležitosti řešily u britské Státní rady).

Rozměry svatolucijské vlajky
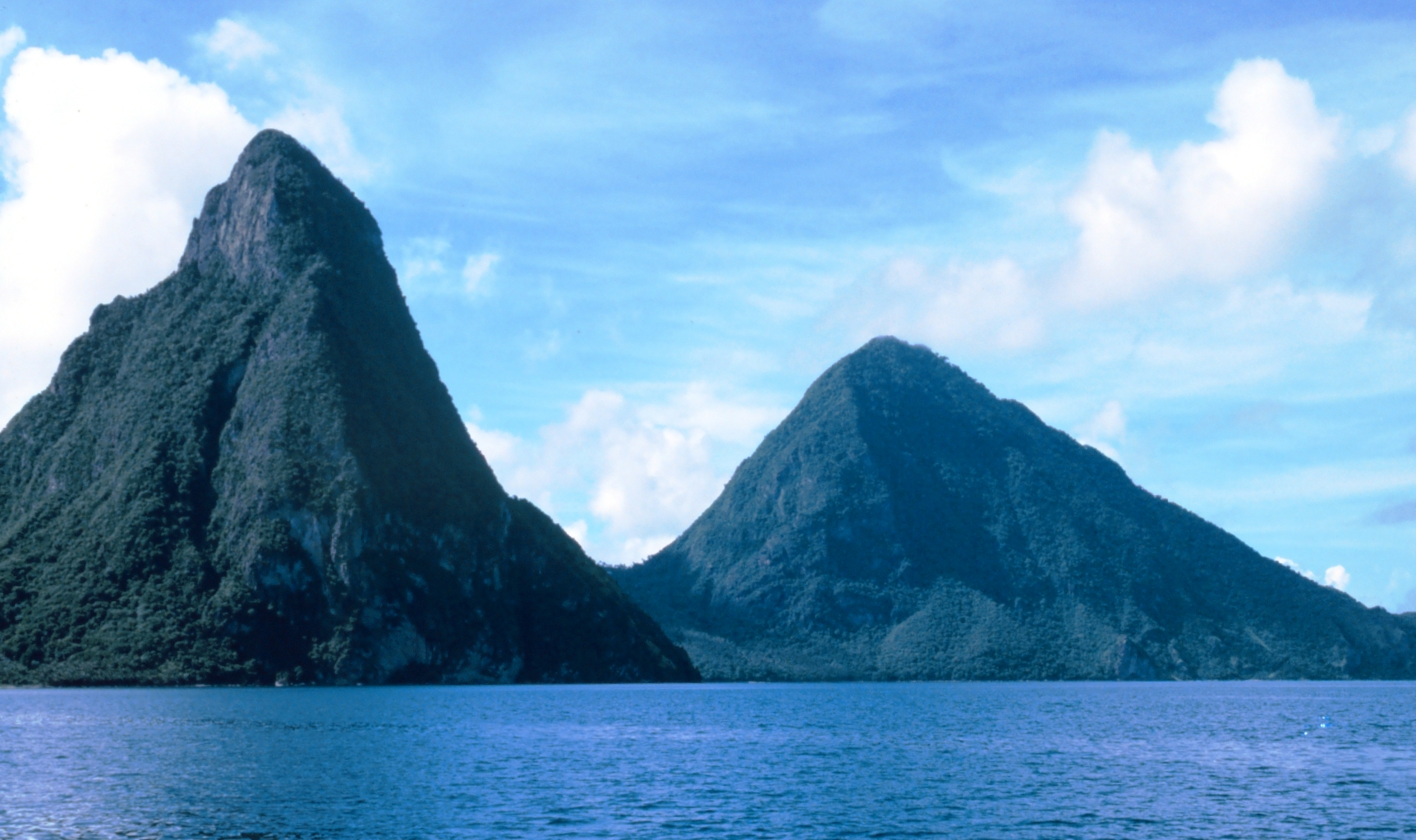
Malý a velký Piton

## Historie
Ostrov Svatá Lucie, nacházející se v souostroví Malých Antil v Karibiku byl osídlen Arawaky, které postupně vytlačili Karibové. Ostrov byl údajně objeven 13. prosince 1498 Kryštofem Kolumbem, v den svátku Svaté Lucie, který jej proto pojmenoval Isla de Santa Lucia. Jiné historické zdroje hovoří o roku 1502 a jiné uvádějí, že Kolumbus na ostrov nikdy nevkročil a pojmenován byl Sainte Aloisie francouzskými námořníky, kteří zde 13. prosince 1502 ztroskotali.
První pokus o kolonizaci (i přes nárokování si ostrova Španěly) provedli v roce 1605 Britové. Roku 1643 se ostrov stal francouzskou kolonií, v letech 1664–1666 byl okupován Brity, v letech 1667–1674 byl spravován Francouzskou Západoindickou společností, poté byl francouzskou korunní kolonií (dependencí ostrova Martinik. Následovalo 140 let válek mezi Brity a Francouzi, než po napoleonských válkách připadl ostrov 30. května 1814 Spojenému království. Za první vlajky, které se na ostrově začaly prokazatelně užívat, jsou považovány vlajky britské.
Roku 1838 se stal ostrov britskou korunní kolonií a téhož roku součástí britské kolonie Návětrné ostrovy. Tato federace vznikla v roce 1833 spojením Barbadosu, Grenady, Sv. Vincence a Tobaga. Stále se ale užívala vlajka britská.
V roce 1875 byla zavedena britská státní námořní vlajka (Blue Ensign) se speciálním vlajkovým emblémem Svaté Lucie (anglicky badge) ve vlající části. Badge byl kruhový, horní asi 3/4 vyplňoval obrázek ostrova ze západu v přirozených barvách (zobrazeny i oba vrcholy sopky Pitons), s vycházejícím sluncem a loděmi v přístavu. V dolní části badge bylo černým písmem na bílém podkladu latinské motto STATIO HAUD MALEFIDA CARINIS (česky Jisté kotviště pro lodě). Dle jiných zdrojů byl místo tohoto hesla nápis ST. LUCIA.
16. srpna 1939 byl zaveden nový znak a tento se promítl i na jinak nezměněnou vlajku. Znak, schválený již 26. října 1937, navrhl britsky medailér George Kruger Gray (1880–1943). Znak měl černý štít, rozdělený křížem z bambusu na čtyři pole. V prvním a čtvrtém poli byly zlaté tudorovské růže (symbol Anglie), ve druhém a třetím zlaté lilie (symbol Francie). Pod štítem byla stříbrná stuha s černým latinským heslem z předešlého znaku. Černá barva štítu znaku připomínala k dovozu uhlí sloužící svatolucijský přístav. Znak na vlajce byl zobrazen bez stříbrné stuhy s heslem uvedeným výše. Podle jiných zdrojů byla užívána i neoficiální vlajka se znakem v bílém kruhovém poli.
V roce 1956 se stala Svatá Lucie opět separátní kolonií (federativní kolonie Návětrné ostrovy zanikla). Již 3. ledna 1958 se stal ostrov členem Západoindické federace. Symboly ostrova zůstaly nadále platné, na mezinárodní úrovni se užívaly symboly federace až do oficiálního rozpuštění 31. května 1962.

Britská vlajka Svaté Lucie (1814–1875) Poměr stran: 1:2
Vlajka Svaté Lucie (1875–1937) Poměr stran: 1:2
Vlajka Svaté Lucie (1939–1967) Poměr stran: 1:2
Vlajka Západoindické federace (1958–1962) Poměr stran: 1:2

1. března 1967 získala Svatá Lucie vnitřní autonomii a status autonomního přidruženého státu Spojeného království a byla zavedeny nové symboly. Vlajka navržená místním umělcem Dunstanem St. Omerem (* 1927) byla poprvé vztyčena 21. února 1967. Poměr stran vlajky byl přibližně 5:8.
22. února 1979 vyhlásil ostrov nezávislost v rámci britského Commonwealthu. Vlajkou se stala pouze mírně upravená vlajka z roku 1967: poměr stran byl změněn na 1:2, modrá barva listu dostala tmavší odstín (Pantone 300c), žlutý trojúhelník se zvětšil, základna odpovídá 1/3 délky vlajky. Symbolika vlajky je stejná se současnou vlajkou (uvedena výše).

Vlajka Svaté Lucie (1967–1979) Poměr stran: ~5:8
Vlajka guvernéra Svaté Lucie (1967–1979) Poměr stran: 1:2
Vlajka Svaté Lucie (1979–2002) Poměr stran: 1:2

## Commonwealth
Svatá Lucie je členem Commonwealthu (který užívá vlastní vlajku) a zároveň je hlavou státu britský panovník (Commonwealth realm), kterého zastupuje generální guvernér (viz seznam vlajek britských guvernérů). 
V roce 1960 byla navržena osobní vlajka Alžběty II., určená pro reprezentaci královny v její roli hlavy Commonwealthu na územích, ve kterých neměla jedinečnou vlajku – to byl i případ Svaté Lucie (viz seznam vlajek Alžběty II.).
Od vyhlášení nezávislosti v roce 1979 užívá svou vlajku i generální guvernér Sv. Lucie. Jeho vlajka je tvořena modrým listem se standardním emblémem zlatého britského lva na královské koruně, pod kterou je ve zlaté stuze černý nápis SAINT LUCIA.

Osobní vlajka královny Alžběty II. (1960–2022) Poměr stran: 1:1
Vlajka svatolucijského generálního guvernéra Poměr stran: 1:2